# Trogoptera
Trogoptera (лат.) — род бабочек из семейства Mimallonidae. Неотропика.

## Описание
Среднего размера бабочки. Сходны с Reinmara, но отличаются сочетанием следующих признаков: крылья более широкие, края более квадратные, окраска более землистая по оттенку, большинство видов светло-коричневого цвета, некоторые темнее. Самцы и самки с двухгребенчатыми усиками. Род был впервые выделен в 1856 году немецким энтомологом Готтлибом Августом Геррих-Шеффером (Gottlieb August Wilhelm Herrich-Schäffer; 1799—1874). Валидный статус таксона был подтверждён в ходе ревизии в 2019 году американскими лепидоптерологами Райаном Александером Ст. Лаурентом (Ryan A. St. Laurent, Cornell University, Department of Entomology, Итака, США) и Акито Кавахарой (Akito Y. Kawahara, University of Florida, Гейнсвилл, Флорида).
- Trogoptera althora Schaus, 1928 (Гватемала: Izabal)
- Trogoptera belilia  Schaus, 1928 (Бразилия: Pará)
- Trogoptera callinica  Schaus, 1928 (Бразилия: Rio Grande do Sul)
- Trogoptera dietricha  Schaus, 1934 (Бразилия: Rio de Janeiro)
- Trogoptera erosa  Herrich-Schäffer, [1856] (Бразилия: Rio de Janeiro)
- Trogoptera excavata  (Walker, 1855) (Pamea) (Бразилия)
- Trogoptera guianaca  Schaus, 1928 (Французская Гвиана)
- Trogoptera jonica  Schaus, 1928 (Парагвай: Guairá)
- Trogoptera mahala  Schaus, 1928 (Эквадор: Loja)
- Trogoptera mana  Schaus, 1928 (Французская Гвиана)
- Trogoptera maroniensis  Dyar, 1910 (Pamea) (Французская Гвиана)
- Trogoptera micalha  Schaus, 1928 (Мексика: Veracruz)
- Trogoptera noaha  Schaus, 1928 (Мексика: Veracruz)
- Trogoptera notata  (Walker, 1855) (Pamea) (Бразилия)
- Trogoptera salvita  Schaus, 1928 (Бразилия: São Paulo)
- Trogoptera sao  Druce, 1894 (Коста-Рика: Limón)
- Trogoptera semililacea  (Dognin, 1916) (Pamea) (Французская Гвиана)
- Trogoptera tirzaha  Schaus, 1928 (Панама: Chiriquí)